# Edwin von Manteuffel

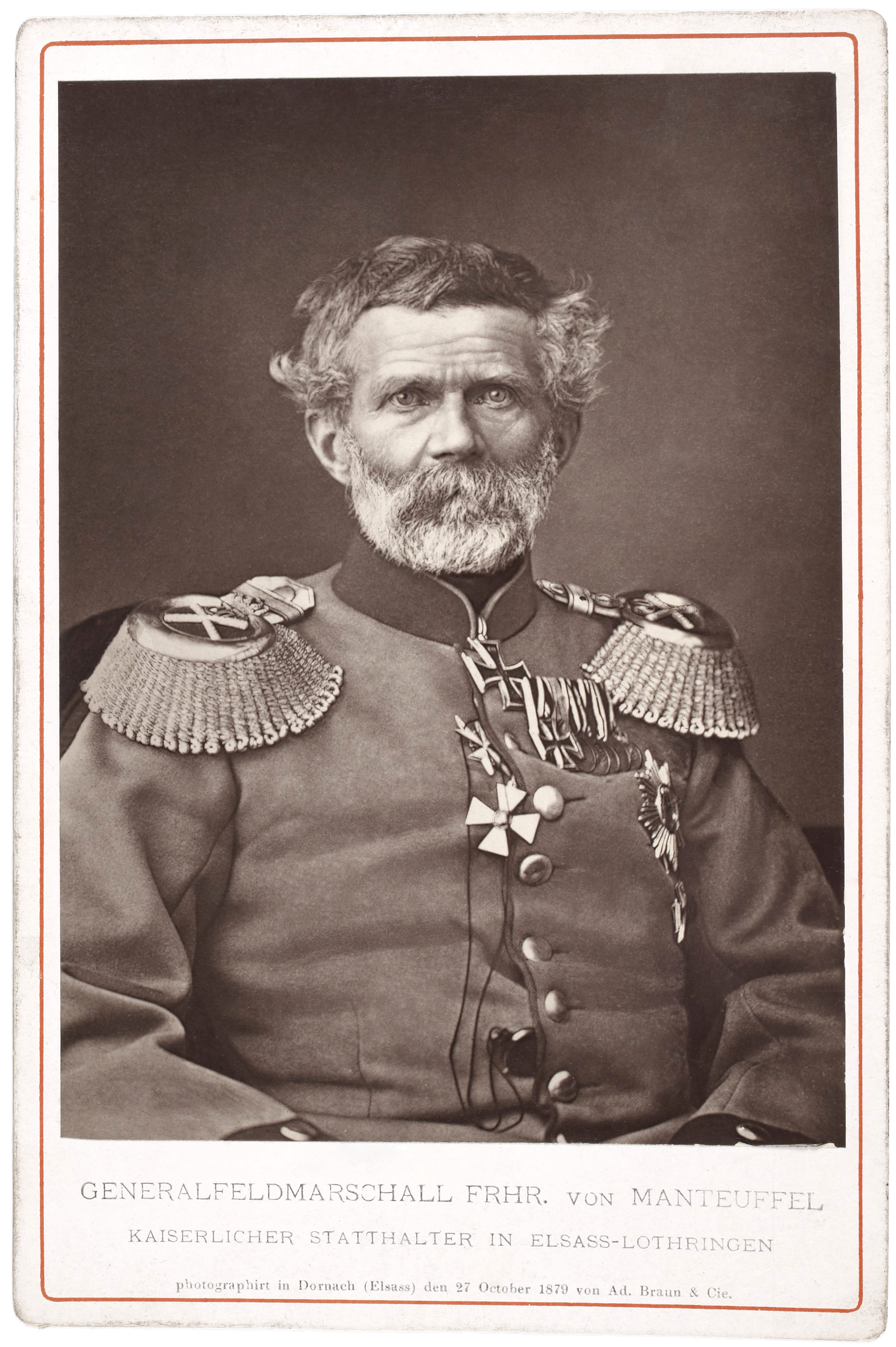

Karl Rochus Edwin von Manteuffel,  född 1809 i Dresden, död 1885 i Karlsbad, var en tysk friherre och härförare. Han var kusin till Otto Theodor von Manteuffel.